# Centro de Aperfeiçoamento Técnico Agro-Pecuário
Das Centro de Aperfeiçoamento Técnico Agro-Pecuário (CATAP) ist ein landwirtschaftliches Berufsbildungszentrum in São Tomé und Príncipe. Es hat seinen Sitz in der Roça Piedade, einem alten Landgut aus der portugiesischen Kolonialzeit, im Stadtgebiet von Trindade. Das Zentrum dient auch der Förderung der são-toméischen Landwirtschaft.

## Geschichte
Das Zentrum wurde 1988 im Landgut Roça Piedade, im Distrikt Mé-Zóchi eröffnet. Es wurde von der italienischen NGO Nuova Frontiera gegründet und zudem von der Europäischen Union, vom Staat São Tomé und Príncipe, dem Welternährungsprogramm der Vereinten Nationen und dem Canada Fund for Local Initiatives unterstützt.

## Aktivitäten
Das Ausbildungszentrum bietet folgende Kurse und Ausbildungsprogramme:
- Zweijährige Ausbildung für junge Landwirte
- Komprimierte Kurse zu speziellen Themen (u. a. zur Ziegenzucht)
- Diversifizierung der landwirtschaftlichen Produktion (Ackerbau, Viehzucht)
- Finanzhilfen für Absolventen zur Gründung von Produktionsgemeinschaften und Genossenschaften, Vergabe von Mikrokrediten
- Einrichtungen für Verarbeitung und Vertrieb land- und viehwirtschaftlicher Erzeugnisse
- Unternehmerische Dienstleistungen für Landwirte
- Wiederinführungsprogramme für lokale Nutzpflanzen, Zentrum für die Aufzucht von Reittieren und die Förderung von Reitaktivitäten